# Aus einem deutschen Leben
Aus einem deutschen Leben (1977) is een Duitse film van Theodor Kotulla, met Götz George in de hoofdrol. De film is gebaseerd op het boek La mort est mon métier van Robert Merle. Dit boek is op zijn beurt gebaseerd op de verklaringen van Rudolf Höss, de commandant van Auschwitz. De hoofdpersoon in de film heeft dan ook de naam die Höß na de oorlog als alias gebruikte: Franz Lang.

## Plot
Franz Lang neemt als 16-jarige dienst in het Duitse leger. Hier onderscheidt hij zich, en wordt sterk beïnvloed door zijn officier, Günther. Günther is zeer nationalistisch en vindt namelijk dat 'geen goede Duitser zijn' de enige zonde die men kan bedrijven. In 1917 wordt Lang wegens zijn inzet bevorderd tot onderofficier.
Na de oorlog kan Lang niet meer in de maatschappij aarden. Hij weet via een strijdmakker bij een fabriek een baan te vinden, maar komt in conflict met zijn collega's. Deze collega's willen namelijk dat Lang niet te hard werkt omdat hierdoor een oudere collega het tempo niet kan bijhouden en wellicht ontslagen wordt. Lang vindt dat sabotage, en weigert. Het conflict escaleert en uiteindelijk wordt Lang onder druk van de ondernemingsraad ontslagen. Vanaf dat moment heeft Lang tevens een hekel aan socialisme.
Lang sluit zich hierop aan bij het Freikorps Roßbach, dat onder andere bij de Ruhropstand ingezet wordt om linkse arbeiders te bestrijden. Hierbij blijkt onder de gevangene een ex-kameraad uit het leger te zitten, wat Lang er niet van weerhoudt hem bij een vluchtpoging dood te schieten (wanneer de man al weerloos op de grond ligt). Het is immers toch maar een communist...
Uiteindelijk wordt het Freikorps Roßbach net als alle andere freikorpsen ontbonden, en moet Lang opnieuw een baan zoeken, ditmaal in de bouw. Hij kan dit extreem zware werk niet aan, en vertwijfeld overweegt hij zelfmoord. Een vriend weerhoudt hem en wijst hem op zijn verantwoording jegens zijn vaderland. Als Lang hierop antwoordt dat Duitsland verloren is, drukt zijn vriend hem een Völkischer Beobachter onder de neus. Lang raakt onder de indruk en sluit zich in 1922 bij de NSDAP en de SA aan.
Als stormtroeper wordt Lang ingezet bij het bewaken van landgoederen tegen communisten. Op een gegeven moment bezoekt hij met zijn makkers een kroeg en ontdekt dat een van hen een communistische infiltrant is. De groep neemt de man het bos in en vermoordt hem. Hierdoor wordt Lang tot 10 jaar gevangenisstraf veroordeeld in 1924, hoewel hij in 1928 gratie krijgt.
Wanneer Lang in 1928 vrijkomt, wordt hij door Oberst Baron von Jeseritz op diens landgoed tewerkgesteld. De baron is onder de indruk van Langs prestaties en geeft hem een vervallen boerenhoeve die hij mag opknappen om een eigen boerderij te stichten. Ook arrangeert Von Jeseritz een huwelijk voor hem met Else. Want volgens de nazileer dient men te trouwen en een groot gezin te stichten, en Else is een 'degelijk Arisch meisje'. Vrij snel daarna leert Lang Himmler kennen via de baron. Himmler nodigt hem uit tot zijn SS toe te treden.
In 1934 zijn de nazi's aan de macht en wordt Lang bij Himmler gesommeerd. Himmler geeft aan zeer tevreden te zijn met Langs vorderingen. Hij biedt Lang een hoge post aan in het nieuwe concentratiekamp Dachau, omdat hij 'ervaring met gevangenissen heeft'. Na enige aarzeling gaat Lang akkoord met de benoeming (kampbewaker is immers niet zo prestigieus en betekent dat ze hun geliefde boerderij moeten verlaten).
In 1941 wordt Lang nogmaals bij Himmler geroepen. Himmler zegt dat hij een uiterst geheime opdracht heeft voor hem. De Führer had namelijk de vernietiging van alle joden bevolen, en daarom wilde Himmler een nieuw vernietigingskamp bouwen. Weliswaar waren er al een aantal vernietigingskampen, maar ze waren te klein en niet goed bereikbaar. Het reeds bestaande kamp bij het plaatsje Auschwitz zou worden uitgebreid met een vernietigingskamp. Auschwitz werd gekozen omdat hier een aantal spoorwegen bij elkaar kwam, zodat men joden uit heel Europa naar Auschwitz kon brengen om ze daar om te brengen. Lang zou de commandant van dit nieuwe kamp worden. Van hem werd verwacht dat per dag ten minste 2,000 personen zouden worden vernietigd.
Lang kwijt zich van zijn taak, waarbij hij tevens samenwerkt met Adolf Eichmann. Al snel komt hij op het idee om de gevangenen wijs te maken dat ze gaan douchen om ze vervolgens te vergassen met Zyklon B dat de 'doucheruimte' werd ingeworpen door openingen in het dak. Verder ontwerpt hij nieuwe verbeterde crematoria zodat al snel het quotum van 2,000 mensen per dag wordt gehaald. Himmler bezichtigt het kamp en is dermate onder de indruk van hij Lang prompt bevordert tot Obersturmbannführer.
Na een bezoek van Adolf Eichmann praat Eichmann in het bijzijn van Else zijn mond voorbij over wat er werkelijk in de kampen gebeurt. Else raakt hevig geschokt wanneer ze zich realiseert dat haar man geen mensen bewaakt, maar ze vermoordt: mannen, vrouwen en kinderen. Lang verweert zich met de bewering dat hij slechts de uitvoerder is van een hogerhand gegeven bevel. Hij is niet verantwoordelijk, en bovendien zou een ander het doen als hij weigerde. Else vraagt hem vervolgens of hij dan ook zijn eigen zoon zou vermoorden als hij daar opdracht toe zou krijgen, en uiteindelijk antwoordt Lang emotieloos dat hij dat inderdaad zou doen. Zijn vrouw laat hem niet meer bij hem slapen hoewel ze zich later lijken te verzoenen.
In 1946 wordt Lang gearresteerd door de Britten en verhoord. Tegen zijn officieren geeft hij opnieuw aan dat hij slechts deed wat hem was opgedragen en dat zijn eigen mening niet relevant was: ' Was ich glaube, ist unwesentlich. Ich habe nur gehorcht '. Lang wordt aan Polen uitgeleverd, in 1947 ter dood veroordeeld, en in Auschwitz opgehangen.

## Cast
| Acteur            | Personage                     |
| ----------------- | ----------------------------- |
| Götz George       | Franz Lang (volwassene)       |
| Kai Taschner      | Franz Lang (16 jaar)          |
| Elisabeth Schwarz | Else                          |
| Hans Korte        | Heinrich Himmler              |
| Kurt Hübner       | Oberst (overste) von Jeseritz |
| Walter Czaschke   | Adolf Eichmann                |
| Matthias Fuchs    | Sturmbannführer Kellner       |
| Sigurd Fitzek     | Hauptmann (kapitein) Günther  |
| Werner Schwuchow  | Obersturmführer               |
| Peter Franke      | Schrader                      |